# Thinophilus splendidus
Thinophilus splendidus är en tvåvingeart som beskrevs av Vanschuytbroeck 1951. Thinophilus splendidus ingår i släktet Thinophilus och familjen styltflugor.
Artens utbredningsområde är Kongo. Inga underarter finns listade i Catalogue of Life.